# Velutina nana
Velutina nana är en snäckart som beskrevs av Bartsch 1950. Velutina nana ingår i släktet Velutina och familjen Velutinidae. Inga underarter finns listade i Catalogue of Life.